# موقد علبة الشراب
موقد علبة الشراب أو موقد عبوة المشروبات هو موقد محمول خفيف للغاية يعمل بالكحول، يصنعه الشخص بنفسه. التصميم البسيط مصنوع بالكامل من علب الألمنيوم، مما يفسح المجال لتغيّرات لا حصر لها على التصميم.
يمكن أن يكون الوزن الإجمالي، بما في ذلك الحامل، أقل من أونصة واحدة (28 غ). غالباً ما يوضع في حقائب الظهر نظراً لوزنه الخفيف وتكلفته المنخفضة أكثر من المواقد التجارية.ولكن تُفقد هذه الميزة في رحلات المشي الجبلي الطويلة، حيث يتم تعبئة الكثير من الوقود، نظراً لأن الكحول يحتوي على طاقة أقل لكل وزن من بعض أنواع وقود المواقد الأخرى.
من بين أنواع الوقود المتاحة، يوفر الميثانول أقل قدر من الطاقة، بينما يوفر الإيزوبروبانول طاقة أكثر، أما الإيثانول النقي فيوفر أكبر قدر من الطاقة، ونادراً ما يتم استخدام البوتانول. يمكن أن يحتوي الكحول المغير على خلائط مختلفة من الإيثانول والكحولات الأخرى والمواد الكيميائية الأخرى، كل أنواع الكحول باستثناء الإيزوبروبانول تحترق بلهب عديم الدخان؛ ويمكن أن توفر كلاً من الضوء والحرارة.